# Driving Emotion Type-S
Driving Emotion Type-S (ドライビング・エモーション・タイプエス Doraibingu Emōshon Taipu Esu?) es un videojuego de carreras desarrollado por Escape, una subsidiaria de Square. Fue publicado en Japón el 30 de marzo de 2000 y fue el primer lanzamiento de Square para la consola PlayStation 2. Después de las críticas sobre el manejo del juego, las versiones europeas y norteamericanas del juego cuentan con controles revisados y contenidos adicionales, y se lanzaron en enero de 2001.
El juego presenta autos con licencia oficial de fabricantes internacionales. Existen varios modos de juego, incluido un modo de entrenamiento y un modo de dos jugadores. La música del juego, compuesta principalmente por Shinji Hosoe, se publicó como banda sonora en Japón. Las ventas del juego fueron bajas y las críticas profesionales muy variadas, con elogios o críticas a los gráficos, controles y sonidos del juego.

## Jugabilidad
La jugabilidad de Driving Emotion Type-S sigue las convenciones generales de los juegos de carreras. La física y los controles del juego pretenden ser realistas y se basan en el peso del vehículo. El jugador compite en carreras con otros autos controlados por computadora para desbloquear nuevos autos y pistas. La configuración del automóvil se puede personalizar, así como sus colores, antes de cada curso. El juego incluye 43 autos con licencia oficial de trece fabricantes japoneses y europeos, incluidos BMW, Toyota, Honda, Nissan, Mazda, Porsche, Subaru, Mitsubishi, TVR, Alfa Romeo, Ferrari, JGTC y Lexus, que era exclusivo de las versiones occidentales del juego. Hay catorce cursos disponibles en total, incluidos dos circuitos ficticios y un circuito real como The Home of Formula One Circuit en Japón Circuito de Suzuka y el hogar de Super Lap en Japón Circuito de Tsukuba, y uno exclusivo para las versiones occidentales del juego llamado West Coast.
Hay cuatro modos de juego. El modo "Arcade Type-S" es la parte principal del juego y permite que el juego se una inmediatamente a una carrera. Solo cuatro autos están disponibles al comienzo del juego, pero a medida que el jugador gana más carreras, se desbloquean más autos y pistas. El modo "Line Training" permite al jugador probar cualquiera de las pistas y mejorar sus técnicas de conducción, sin ningún automóvil controlado por computadora. Una línea de carrera ideal se muestra en rojo en la pista y se vuelve irregular cuando se acercan los puntos de frenado sugeridos. Este modo presenta cuatro pistas de autoslalom que no aparecen en los otros modos. Un "Time Attack" y un "Modo Vs" para dos jugadores en pantalla dividida completan la jugabilidad.

## Desarrollo
Anunciado en enero de 2000 bajo el título de trabajo de Type-S, Driving Emotion Type-S fue desarrollado por Escape, una subsidiaria de Square. Su equipo de desarrollo había trabajado previamente con DreamFactory en Ehrgeiz y la serie Tobal para PlayStation. Más tarde, el anuncio fue seguido por un anuncio de cuatro páginas en la revista japonesa de juegos Weekly Famitsu, que decía que el juego sería el primer lanzamiento de Square para PlayStation 2.
En Japón, se exhibió una versión jugable del juego en el "Millennium Event" de Square, un espectáculo celebrado el 29 de enero de 2000 en Yokohama. Los 
anuncios de televisión del juego estuvieron entre los primeros en emitirse en Japón para PlayStation 2. El juego también se exhibió en los Estados Unidos en la Electronic Entertainment Expo de Los Ángeles, del 11 al 13 de mayo del mismo año. Sin embargo, esta demostración no era jugable, ya que los grupos focales estaban revisando el juego para mejorar la versión japonesa. Según el sitio web estadounidense GameSpot, el nivel de detalles del cuerpo y el sombreado también se refinó. La mayoría de las versiones europeas y norteamericanas del juego fueron lanzadas diez meses después que la japonesa.

## Audio
La música del juego fue compuesta principalmente por Shinji Hosoe, con contribuciones de Ayako Saso y Takayuki Aihara. La banda sonora fue publicada en Japón por el sello Super Sweep Records de Hosoe, el 29 de diciembre de 2001, y se vendió junto con la banda sonora del videojuego Bushido Blade. La música está basada principalmente en el techno, con elementos de rock y jazz. Según el sitio web de música de juegos Chudah's Corner, uno de los temas más variados es el primer "Rush About", que presenta ritmos electrónicos, un dúo de saxofón y guitarra eléctrica, y un piano. El sitio también menciona el "Best Tone" influenciado por el sintetizador y su solo de bajo como la contribución más agradable de Ayako Saso, mientras que Takayuki Aihara es la melodía de rock pegadiza de los 80 "F-Beat". Finalmente, el sitio cita las "Recollections of Sepia" basadas en el piano como la pista más tranquila del álbum.
Todas las pistas están escritas por Shinji Hosoe, excepto donde se indique.

Todas las canciones escritas y compuestas por Shinji Hosoe, excepto donde se indique. 
| Lista de canciones |                             |          |  |
| N.º                | Título                      | Duración |  |
| 1.                 | «Rush About»                | 2:11     |  |
| 2.                 | «Stray»                     | 1:12     |  |
| 3.                 | «A Light Turn»              | 4:35     |  |
| 4.                 | «Best Tone»                 | 5:17     |  |
| 5.                 | «F-Beat»                    | 5:13     |  |
| 6.                 | «Shake Off»                 | 2:46     |  |
| 7.                 | «Heavy Way»                 | 4:46     |  |
| 8.                 | «Wild Feeling»              | 4:24     |  |
| 9.                 | «Pass Through»              | 5:24     |  |
| 10.                | «Back Swing»                | 4:35     |  |
| 11.                | «Power»                     | 4:16     |  |
| 12.                | «Insomnia Operation»        | 4:24     |  |
| 13.                | «Challenge to a Limit»      | 4:51     |  |
| 14.                | «Recollections of Sepia»    | 2:16     |  |
| 15.                | «To the Whirlpool of Light» | 2:25     |  |
| 16.                | «Internal-Organs»           | 0:32     |  |
| 17.                | «Complication»              | 0:45     |  |

## Recepción
Una semana después de su lanzamiento en Japón, Driving Emotion Type-S había vendido 46.600 copias. El juego tuvo un comienzo más mediocre fuera de Japón, con solo 2.500 copias vendidas en los Estados Unidos una semana después de su lanzamiento en América del Norte. El sitio web estadounidense Allgame señaló que, si bien el juego se vendió mal, se benefició comercialmente de haber sido lanzado antes de Gran Turismo 3: A-Spec, un mejor título según el sitio, así como GamePro, GameSpot, GameZone e IGN.
El juego recibió críticas muy variadas de publicaciones de juegos. La revista japonesa Weekly Famitsu le dio al título una puntuación de 28 sobre 40, elogiando sus gráficos, el uso de autos reales y la innovadora perspectiva de la vista del conductor. La revista estadounidense Game Informer y el sitio web GameZone también elogiaron los interiores realistas del automóvil y los entornos altamente detallados, poniéndolos a la par con los de Ridge Racer V y Gran Turismo 3: A-Spec. Aun así, Allgame notó la presencia de un sutil efecto brillante en los gráficos, un efecto típicamente visto en los primeros títulos de PlayStation 2, mientras que el sitio web estadounidense Game Revolution encontró los gráficos "muy irregulares". GameSpot y el sitio web estadounidense IGN también notaron el brillo y la irregularidad, que no sentían que fueran tan irritantes.
En cuanto a la jugabilidad del juego, GameSpot e IGN consideraron que el lanzamiento japonés era "imposible de jugar", y ambos consideraron que las versiones occidentales eran una mejora, a pesar de que el juego todavía era "mucho más sensible de lo que debería ser". Aun así, Game Revolution encontró que la configuración predeterminada del automóvil no era equilibrada y difícil de reajustar adecuadamente, y criticó la IA inconsistente del juego, como Allgame e IGN. Famitsu reportó largos tiempos de carga y un alto nivel de dificultad, señalando que el juego estaba dirigido más a los fanáticos de las carreras de simulación que a los fanáticos del juego de estilo arcade, debido a la dificultad de la dirección. Game Informer y GameZone se hicieron eco de la crítica de Famitsu, afirmando que los tiempos de carga se convierten rápidamente en una "pesadilla que termina el juego", y calificaron el manejo del juego como "sensible", "intenso" y "revolucionario", pero reconocen que la mayoría de los jugadores simplemente lo encontrarían también desafiante y frustrante para ser divertido. Mientras Game Informer alegaba que "hay una obra maestra para conducir aficionados a los simuladores enterrados aquí", Allgame fue mucho más negativo, afirmando que los autos "parecen demasiado ligeros en sus neumáticos" y que "se siente como si estuvieras conduciendo sobre hielo".
Las revisiones para el audio del juego también fueron mixtas. Chudah's Corner elogió la música, que lo llamó la "gracia salvadora" del juego y "una maravilla propia", mientras que Game Informer lo llamó "decente", pero sintió que Square debería haber alistado a big band para que coincidieran con la música de la serie de la competencia Gran Turismo. GameSpot calificó la música de "sólida, aunque imperfecta" y también pensó que carecía de impacto en comparación con Gran Turismo 2, R4: Ridge Racer Type 4 o Ridge Racer V. Si bien el sitio elogió los efectos de sonido ambiental del juego como realistas y detallados, IGN y GameZone sintieron que estaban demasiado silenciados y "nada especial". GameZone, Game Revolution y la revista estadounidense GamePro sintieron que la música era "intolerable" y "desafinada", "cursi y molesta", y sonaba como "una bandada de gaviotas mutiladas y torturadas".